# Пеко (Торино)
Пеко (итал. Pecco) је насеље у Италији у округу Торино, региону Пијемонт.
Према процени из 2011. у насељу је живело 202 становника. Насеље се налази на надморској висини од 634 м.

## Становништво
Према резултатима пописа становништва 2011. у општини је живело 209 становника.
| 1931. | 1936. | 1951. | 1961. | 1971. | 1981. | 1991. | 2001. | 2011. |
| ----- | ----- | ----- | ----- | ----- | ----- | ----- | ----- | ----- |
| 366   | 326   | 281   | 249   | 232   | 242   | 252   | 224   | 209   |